# كفلاء بيضوية
كفلاء بيضوية (الاسم العلمي:Megalopyge ovata) هي نوع من الحشرات يتبع جنس الكفلاء من الفصيلة الكفلاوية.